# 모리타 미사키
모리타 미사키(일본어: 森田 美紗希, 2002년 1월 11일 ~ )는 일본의 여자 축구 선수이다.

## 구단 경력
2024년 WE리그의 우라와 레즈에 입단하였다.

## 국가대표팀 경력
그녀는 2018년 FIFA U-17 여자 월드컵에 참가할 일본 U-17 국가대표팀에 발탁되었으며, 3경기에 출전했다.